# 衛藏
衛藏或译乌思藏（藏語：དབུས་གཙང，威利转写：dbus gtsang，藏语拼音：Yü-Zang），是藏区傳統和文化上的一個地區，也是西藏文化的中心地域。中华人民共和国所属的西藏自治区大致包含了卫藏和康区的西部地区。
卫藏位于大藏区的中部和西部，包含了雅鲁藏布江流域，向西延伸至冈仁波齐峰，向北到达羌塘，南部则以喜马拉雅山脉为界。有时候，羌塘和阿里地区也被包括在卫藏之内。

## 历史
衛藏是「衛」和「藏」两个地区的合称。其中的「衛」漢語又称前藏，大致相当于现今的拉萨市（当雄县除外）、山南市和林芝市西部（工布江达、米林、朗县三县及巴宜区）；「藏」漢語又称后藏，大致相当于现今的日喀则市（北方小部除外）。前藏與后藏是清朝的劃分，藏人並不如此稱呼。
最早，「衛」和「藏」由藏传佛教的两个不同教派统治：「衛」由格鲁派统治，「藏」由萨迦派统治。1642年固始汗出兵统一了两地，支持五世达赖喇嘛成立甘丹頗章政權统治衛藏。清朝统治西藏后，雍正帝试图分出后藏交给班禅喇嘛，来达到分散达赖喇嘛权力的目的，但失败了，班禅喇嘛仅仅控制了日喀则附近很小的领地。:266-267元明兩朝稱呼西藏的「烏斯藏」即當時習稱的「衛藏」，係因藏語「དབུས」（烏斯意為中央）發音簡化為「衛」。「衛」乃藏語音譯，非漢語「衛所」之義；「衛藏」之所以稱「前藏」與「後藏」，實因達賴、班禪分居二地之故。清朝稱其為衛藏，後改稱西藏。1906年至1913年期间，以及1950年，班禅喇嘛试图恢复其在后藏的领地，但被噶廈政府拒绝了。:266–267,277–286

## 行政区划史
元朝设置烏思藏宣慰司。此後在宣政院統轄下，烏思藏與阿里地區合併，設置烏思藏納里速古魯孫等三路宣慰使司都元帥府。
元末，帕木竹巴政权取代萨迦政权，统治衛藏的藏族首领绛曲坚赞被元朝封为“大司徒”，他以“宗”為行政单位，取代萨迦时期的“万户制”，在衛藏设立13个宗，各宗设有宗本，由绛曲坚赞直接任免。明洪武七年（1374年）被改置乌思藏都指挥使司。
甘丹頗章政權統治衛藏後，延續了帕木竹巴时期建立的宗谿制度，到1793年時噶厦在衛藏共设124个宗與谿卡。
中华民国设置、但未能实际统治的西藏地方，其地域大致与卫藏相当。后来中华人民共和国政府以原西藏噶厦政府统治的地域设置西藏自治区，该自治区包括了卫藏大部分地区以及康区的西部。

## 文化
衛藏是藏文化的大本营和中心地区。

### 语言
主要通行衛藏方言，可以分為衛、藏和阿里三個方言。羌塘則主要通行康方言西部方言。

## 延伸阅读
[在维基数据编辑]
 《明史卷三百三十一》，出自《明史》